# Bilkha
Bilkha fou un principat tributari protegit a l'agència de Kathiawar, presidència de Bombai, format per dues branques, amb una superfície respectiva de 350 km² i 186 km², la primera amb 29 pobles (1923) i una població de 2.942 habitants (1921) i la segona amb 20 pobles i 9662 habitants (1921).
Les dues branques eren conegudes pels noms dels seus sobirans: Rawat Ram Wala i Kathad Naja Wala, i foren unificades el 1929. La dinastia era la dels Wala de la brancja Virani. Rawat Ram Wala governava l'estat en la seva part des del 23 de juliol de 1920. L'altra part la governava Shri Naja Kala Wala des del 14 de juny de 1890, el fill del qual, Shri Kathad Naja Wala, va morir el 21 de març de 1923 i la branca es va extingir, passant el 1929 a l'altra branca.